# Olavius nicolae
Olavius nicolae is een ringworm uit de familie van de Naididae. De wetenschappelijke naam van de soort is voor het eerst geldig gepubliceerd in 1995 door Erséus & Giere.